# Seleuco I Nicátor
Seleuco I, llamado Nicátor (el 'vencedor') (c. 358-281 a. C.) fue el último de los llamados diádocos y un comandante griego en el ejército de Alejandro Magno. Reinó en Babilonia y Siria desde el 305 a. C. al 281 a. C. Fue el fundador de la dinastía seléucida y del Imperio seléucida. Inicialmente un actor secundario en las luchas de poder tras la muerte de Alejandro, Seleuco ascendió hasta convertirse en el gobernante total de Asia Menor, Siria, Mesopotamia y la meseta iraní, asumiendo el título de basileus (rey). El Imperio Seléucida fue una de las principales potencias del mundo helenístico, hasta que fue superado por la República romana y el Imperio parto a finales del II y principios del siglo I a. C..

## Vida de Seleuco I Nicátor

### Juventud
Seleuco nació en c. 358 a. C. en la ciudad macedonia de Europo. Su padre Antíoco había sido general del rey Filipo II, y su madre Laódice pertenecía a la nobleza macedonia. En su juventud sirvió, como otros miembros de la aristocracia local, como paje del reyFilipo II. Cuando Alejandro Magno ascendió al poder en Macedonia, Seleuco lo siguió como oficial de su ejército.

### Comandancia de los Hipaspistas y de los Compañeros; primera guerra de los Diádocos
Acompañando a Alejandro Magno, fue nombrado jefe de los hipaspistas en una fecha cercana al 330 a. C., y tuvo una actuación destacada en las campañas en la India. En el 324 a. C., en las Bodas de Susa, donde Alejandro forzó a sus generales a contraer matrimonio con mujeres de la nobleza nativa, Seleuco desposó a Apama, hija del caudillo guerrero Espitamenes de Sogdiana.
Al morir Alejandro, los generales macedonios celebraron una reunión para decidir el futuro del imperio y repartirse el poder en lo que se conoció como los Pactos de Babilonia; en virtud de estos, Seleuco fue nombrado Comandante de los Compañeros.
Dos años más tarde, cuando el regente Pérdicas trató de contraer matrimonio con la hermana del difunto Alejandro, Cleopatra, varios sátrapas del imperio se levantaron en armas contra él, con lo que comenzó la primera guerra de los Diádocos. Pérdicas marchó entonces hacia Egipto a guerrear contra Ptolomeo; le acompañaba Seleuco como jefe de la caballería de compañeros. Tras los problemas logísticos que acarrearon la campaña y ante el descontento de su ejército, el mismo Seleuco condujo a los soldados amotinados ante la tienda de Pérdicas, que fue inmediatamente asesinado en el 321 a. C.

### Sátrapa de Babilonia
Después de estos sucesos, los generales macedonios acordaron un nuevo repartimiento, en lo que se conocieron como los Pactos de Triparadiso, en el mismo 321 a. C. Esta vez Seleuco obtuvo una satrapía, la de Babilonia, como pago por su servicio en el asesinato de Pérdicas.
Entre el 321 a. C. y el 316 a. C., Seleuco colaboró desde Babilonia con Antígono Monóftalmos, sátrapa de Frigia quien dominaba de hecho casi toda Asia hasta la India. Este se encontraba persiguiendo a Eumenes de Cardia, sátrapa de Capadocia el cual se había mantenido fiel a Pérdicas; este conflicto se enmarca en la segunda guerra de los Diádocos.
| Monarcas macedonios                                     | Partidarios de la monarquía unitaria                                                                                       | Sátrapas rebeldes |
| ------------------------------------------------------- | --- | --- |
| Alejandro IV (323-309 a. C.) Filipo III (323-317 a. C.) | Pérdicas (regente, m. 321 a. C.) Antípatro (regente, m. 319 a. C.) Poliperconte (regente, m. 317 a. C.); Eumenes (general) | Antípatro (Grecia, después regente) Crátero (general) Casandro (Macedonia) Lisímaco (Tracia) Ptolomeo (Egipto) Antígono (Frigia) Seleuco (Babilonia) |

Cuando Eumenes fue finalmente capturado y ejecutado tras la batalla de Gabiana en el 316 a. C.., Antígono regresó a Babilonia y exigió a Seleuco que le rindiera cuentas puesto que Seleuco había ordenado una ejecución sin el permiso de Antígono: Antígono se consideraba a sí mismo superior a los otros sátrapas, aunque oficialmente ostentaban el mismo rango. Temiendo ser asesinado, Seleuco huyó a Egipto, donde obtuvo refugio en la corte del sátrapa Ptolomeo.
Desde la corte egipcia, instigó a Ptolomeo contra Antígono, advirtiéndole de sus intención de reunificar el imperio bajo su mando. Finalmente, Ptolomeo se alió con Lisímaco (sátrapa de Tracia) y Casandro (gobernador de Macedonia) para hacerle la guerra a Antígono. Después de años de lucha infructuosa en el Levante mediterráneo, Antígono centró sus objetivos en Grecia y se desplazó hasta Asia Menor, dejando en el Levante a su hijo, Demetrio Poliorcetes. En este momento, instigado por Seleuco que actuaba como su oficial de flota, Ptolomeo se decidió a atacar a Demetrio. En la batalla de Gaza del 312 a. C., Demetrio fue derrotado. Seleuco aprovechó la situación y tomando cincuenta jinetes del ejército ptolomeo, partió hacia Babilonia para retomar su satrapía.

### Regreso a Babilonia y laguerra de Babilonia(311 a.C.-309 a.C.)
En el 311 a. C. Seleuco entró en Babilonia y fue recibido por la población nativa como un libertador. Este año será establecido posteriormente como fecha fundacional del reino Seléucida. Ese mismo año Ptolomeo, Lisímaco y Casandro acordaron la paz con Antígono y Demetrio. Sin embargo, esos acuerdos no se hicieron extensibles a Seleuco, por lo que estalló la guerra conocida como Guerra Babilónica. Seleuco entonces partió inmediatamente de Babilonia y derrotó a Nicanor, sátrapa de Media y aliado de Antígono, y se anexionó Media, Elam y Pérside. En la primavera del 310 a. C., Demetrio invadió Babilonia, capturó una de sus fortalezas y se marchó dejando un ejército al mando de Arquelao. Ante esta situación, Seleuco regresó a Babilonia y respondió con una guerra de guerrillas. En agosto del mismo año, llegó a la ciudad Antígono; había luchas en las calles y los partidarios de Seleuco controlaban los edificios claves en la ciudad. En marzo del 309 a. C. Antígono se vio forzado a abandonar la ciudad, aunque los enfrentamientos se prolongaron en los alrededores. En abril del 309 a. C. puede que tuviera lugar la Batalla de Babilonia (escasamente documentada), que acabó con victoria de Seleuco y la retirada de Antígono. Este se dedicó entonces a realizar varias campañas punitivas por las regiones circundantes, pero Seleuco respondió, de nuevo, con guerra de guerrillas. En agosto del 309 a. C. hubo un nuevo enfrentamiento (de nuevo, escasamente documentado) que acabó con victoria de Seleuco. Antígono se vio obligado a firmar la paz y se retiró a Siria.

### Conquista de las satrapías orientales (308 a.C.-303 a.C.) y cuarta guerra de los Diádocos (308 a.C.-301 a.C.)
Entre el 308 a. C. y el 303 a. C. Seleuco se dedicó a someter a las satrapías orientales, tales como Partia, Carmania, Bactriana, Sogdiana, Aria, Drangiana, Gedrosia, Aracosia, Paropamísade, Taxila e Índica. Entretanto, en occidente estalla la cuarta guerra de los Diádocos, pues la frágil paz firmada entre Ptolomeo, Casandro y Lisímaco con Antígono se quiebra. Sin embargo, con Seleuco en oriente, no puede participar en el conflicto. 
Mientras tanto, en el 305 a. C., la ciudad de Rodas fue sometida a un asedio naval por parte de Demetrio. Lisímaco, Casandro, Ptolomeo e incluso Seleuco (aunque no estaba presente en occidente) apoyaron a la ciudad con suministros de comida y mercenarios. La derrota final de Demetrio y de la flota antigónida elevó la moral del resto de los diádocos. Lisímaco, Casandro, Ptolomeo y Seleuco tomaron la corona y se proclamaron reyes; incluso Antígono, a pesar de la derrota pero en un intento de no quedarse atrás respecto a los demás, tomó el título real. Ciertamente, Filipo III Arrideo había sido asesinado por Olimpia, madre de Alejandro, en el 317 a. C. en el marco de la segunda guerra de los Diádocos. Alejandro IV había sido ejecutado en el 309 a. C. por Casandro. Así, la corona se encontraba vacante y había vía libre para los diádocos.

### Reinado (305 a.C.-281 a.C.)

#### Continuación de la Conquista de las Satrapías Orientales (308 a.C.-303 a.C.) y cuarta guerra de los Diádocos (308 a.C.-301 a.C.)
En el 305 a. C., Seleuco invade la India, que se encontraba bajo el dominio del Imperio Maurya, un reino unificado por el rey Chandragupta Maurya. Sin embargo, a diferencia de la India que encontró Alejandro —fragmentada y debilitada—, Seleuco se encontró con un imperio poderoso, por lo que salió derrotado. En el 303 a. C., Seleuco y Chandragupta firmaron la paz y establecieron los Acuerdos del Indo (Kosmin, 2014). Seleuco acordó ceder Aria, Aracosia, Gedrosia y Paropamísade (en resumen, los territorios limítrofes a la India) y a cambio recibió unos 500 elefantes. Este acuerdo se selló con un matrimonio, seguramente el de una hija de Seleuco con Chandragupta. 
Sobre los acuerdos, es pertinente destacar dos cuestiones. En primer lugar, se ha puesto en duda la cifra de 500 elefantes, por considerase excesiva, aunque está atestiguada por Plutarco (Alex. 62.4.), Estrabón (15.2.9.) y Diodoro de Sicilia (20.113.5.). En segundo lugar, este tratado definió de forma clara la frontera oriental seléucida, que nunca fue disputada y solo desapareció a través de las conquistas partas. 
Así pues, en este momento Seleuco había colocado las bases de su futuro imperio. Dominaba un extenso territorio que llegaba hasta el actual Pakistán, Irán, las montañas de la India y los desiertos del mar de Aral. De todos los diádocos que se repartieron el imperio de Alejandro, Seleuco fue quien se llevó la más extensa parte que comprendía veinte pueblos de distintas etnias, lenguas y religión, y que sumaba más de 30 millones de habitantes. 
Entonces, Seleuco puso rumbo a occidente, llegando en el 301 a. C.. a Ipsos, justo antes de que comenzara una batalla entre Lisímaco y Casandro contra Antígono y Demetrio. Seleuco llegó en el momento justo y tomó partido por sus anteriores aliados; participó junto con los 500 elefantes de Chandragupta y también luchó su hijo Antíoco I Sóter. Se libró la Batalla de Ipsos que acabó con victoria de Seleuco, Lisímaco y Casandro, la muerte de Antígono y la huida de Demetrio. Entonces, Seleuco ocupó Siria.

### Últimos años (301 a.C.-281 a.C.)
Ya en tiempos de paz, Seleuco se casó en el 299 a. C. con Estratonice I, hija de Demetrio Poliorcetes y Fila I (hija de Antípatro). Se desconoce si Apama I seguía con vida. Juan Malalas afirma que la anterior reina ya había muerto. Sin embargo, una estatua datada en 299 a. C. honraba a Apama I en Mileto. Quizás se practicara la poligamia real. Por otro lado, en algún momento desconocido de su matrimonio con Apama I le nacería otro hijo además de Antíoco, Aqueo. En c. 295 a. C. nació Fila II, hija de Seleuco I y Estratónice I. En el 294/293 a. C., Seleuco renunció a Estratónice I y se divorció de ella, pues su hijo Antíoco se había enamorado de ella. En el mismo año, Antíoco y Estratónice se casaron. 
En el 292 a. C., Seleuco nombró a su hijo Antíoco como su sucesor y le hace sátrapa de Bactria. Quizás pensaba en la figura persa del Mathišta, título del sucesor al trono persa que acostumbraba a ejercer como sátrapa de Bactria antes de acceder al trono.
En el 282 a. C. Seleuco, instigado por los exiliados egipcios Ptolomeo Cerauno y su hermana Lisandra, empieza a reunir un ejército para marchar contra Lisímaco. En el 281 a. C. sucedió la Batalla de Corupedio, en la cual Seleuco derrotó a Lisímaco. Entonces conquistó Asia Menor, Tracia y Macedonia. En septiembre del 281 a. C. Seleuco cruzó a Europa, pero murió asesinado por Ptolomeo Cerauno. Fue enterrado entonces en Seleucia del Tigris. Le sucedió su hijo Antíoco I Sóter.

## Gobierno de Seleuco
Seleuco supo mantener, después de una corta guerra y los subsiguientes acuerdos de paz, unas buenas relaciones políticas y comerciales con la India. Envió a este país a su secretario Megástenes, a la corte del rey indio llamado Chandragupta (en griego Sandrácoto), fundador de la gran dinastía Maurya. Los acuerdos se consolidaron por el matrimonio entre el rey indio y una hija de Seleuco, llamada Berenice. A la vuelta de su viaje, Megástenes escribió un gran relato, del que solo han quedado breves extractos, y esta fue la primera vez que los griegos tuvieron una narración sobre cuestiones relacionadas con este país.

Los reinos de los diádocos después de la batalla de Ipsos, en el 301 a. C.

A lo largo de su reinado, Seleuco fundó varias ciudades importantes. En la orilla occidental del río Tigris (que nace en la actual Turquía y desemboca en el golfo Pérsico), al noroeste de Babilonia, construyó Seleucia del Tigris, que fue además la capital. Seleucia fue el centro del comercio. Así mismo, fundó Seleucia Pieria, Seleucia Traquea y Antioquía (en la actual Turquía).
Seleuco siguió un sistema de gobierno muy parecido al de los anteriores reyes de Persia (Irán). Cada provincia estaba regida por un sátrapa. Pero al ser un reino tan grande y tan extendido y con etnias y gentes tan diferentes, los problemas empezaron a llegar, sobre todo en la zona que estaba formada por pueblos persas, medos y bactrianos que habían conservado su antigua religión y su lengua. Así es que cuando los sátrapas tuvieron conocimiento del comienzo de la decadencia de la dinastía seléucida, aprovecharon para hacerse independientes. El sátrapa o gobernador griego de la Bactriana tomó el título de rey en el 255 a. C. y así comenzó el reino de Bactriana (hoy país de Balj, en lo que actualmente es parte de Afganistán, Uzbekistán y Tayikistán), que duró hasta el año 126 a. C. Su idioma fue siempre el griego.